# 99gy busz (Budapest)
A budapesti 99-es (gyors 99-es) jelzésű autóbusz a Blaha Lujza tér (Népszínház utca) és a Pestszenterzsébet, Vasút sor között közlekedett. A vonalat a Budapesti Közlekedési Rt. üzemeltette.

## Története
1972. december 23-án 199-es jelzéssel új gyorsjárat indult a Blaha Lujza tér és Pesterzsébet, Vasút sor között. 1977. január 3-án a járat jelzése 99-esre módosult, majd 1980. március 28-án megszűnt. 1981. január 4-én a korábbi végállomások között újraindult a járat. 1988 márciusától megállt a Sporttelepnél is. 1990. szeptember 1-jétől a Népszínház utca – Mező Imre utca (ma Fiumei út) útvonalon kerülték ki a Mátyás teret. 1996. március 29-én üzemzárással a 99-es megszűnt, pótlására április 1-jén 99A jelzéssel új járat indult a Blaha Lujza tér és a Kós Károly tér között.

## Útvonala
| Pestszenterzsébet, Vasút sor felé | Blaha Lujza tér (Népszínház utca) felé |
| --- | --- |
| Blaha Lujza tér (Népszínház utca) vá. – József körút – Rákóczi út – Kiss József utca – Népszínház utca – Teleki László tér – Fiumei út – Orczy tér – Orczy út – Vajda Péter utca – Fertő utca – Basa utca – Kőér utca – Ferde utca – Ady Endre út – Álmos utca – Pannónia út – Kós Károly tér – Pannónia út – Nádasdy utca – Hunyadi utca – Nagysándor József utca – Mártírok útja – Pestszenterzsébet, Vasút sor vá. | Pestszenterzsébet, Vasút sor vá. – Mártírok útja – Kulcsár utca – Losonc utca – Rimaszombat utca – Nagysándor József utca – Hunyadi utca – Nádasdy utca – Pannónia út – Kós Károly tér – Pannónia út – Baross utca – Ady Endre út – Mátyás király utca – Üllői út – Kőér utca – Basa utca – Fertő utca – Vajda Péter utca – Orczy út – Orczy tér – Fiumei út – Teleki László tér – Népszínház utca – Blaha Lujza tér (Népszínház utca) vá. |

## Megállóhelyei
Az átszállási kapcsolatok között az azonos útvonalon, de sűrűbb megállási renddel közlekedő 99-es busz nincs feltüntetve.
| 0  | Blaha Lujza tér (Népszínház utca) végállomás | 10 | 7, 7A, 7, 78 74 4, 6, 28, 37         |
| 1  | Golgota tér                                  | 9  | 23, 24                               |
| 2  | Könyves Kálmán körút                         | 8  | 23 75                                |
| 3  | Sporttelep                                   | 7  |                                      |
| 4  | Bihari utca                                  | 6  | 13                                   |
| 5  | Hízlaló tér                                  | 5  |                                      |
| 6  | Határ út                                     | 4  | 54, 66, 66, 123, 154, 194 42, 50, 52 |
| 7  | Kós Károly tér                               | 3  | 48, 194                              |
| 8  | Nagykőrösi út                                | 2  | 51, 54, 54, 154                      |
| 9  | Nagyszőlős utca (↓) Zalán utca (↑)           | 1  | 51, 123                              |
| 10 | Pestszenterzsébet, Vasút sor végállomás      | 0  | 123                                  |